# Dirk Minniefield
Dirk DeWayne Minniefield (Lexington, 17 gennaio 1961) è un ex cestista e allenatore di pallacanestro statunitense, professionista nella NBA.

## Carriera
Venne selezionato dai Dallas Mavericks al secondo giro del Draft NBA 1983 (33ª scelta assoluta).

## Palmarès

### Giocatore
- McDonald's All-American Game (1979)